# 第9回カンヌ国際映画祭
第9回カンヌ国際映画祭（だい9かいカンヌこくさいえいがさい）は1956年4月23日から5月10日にかけて開催された。

## 受賞結果
- パルム・ドール：『沈黙の世界』（ジャック＝イヴ・クストー、ルイ・マル）
- 審査員特別賞：『ミステリアス・ピカソ 天才の秘密』（アンリ＝ジョルジュ・クルーゾー）
- 監督賞：セルゲイ・ユトケーヴィッチ （『オセロ』）
- 女優賞：スーザン・ヘイワード （『明日泣く』）
- 国際カトリック映画事務局賞：『屋根』（ヴィットリオ・デ・シーカ）
- 詩的ユーモア賞：『夏の夜は三たび微笑む』（イングマール・ベルイマン）
- 人間的ドキュメント賞：『大地のうた』（サタジット・レイ）

## 審査員

### コンペティション部門
- 審査委員長 
  - モーリス・レーマン (フランス/監督・プロデューサー)
- 審査員
  - セルゲイ・バシリエフ (ソ連/監督)
  - オットー・プレミンジャー (アメリカ/監督)
  - アルレッティ (フランス/女優)
  - マリア・ロメロ (チリ/女優)
  - ルイズ・ド・ヴィルモラン (フランス/脚本家)
  - アンリ・ジャンソン (フランス/脚本家)
  - ドメニコ・メッコリ (イタリア/脚本家)
  - ジャック＝ピエール・フロジュレ (フランス/プロデューサー)
  - ジェームズ・クイン (イギリス/プロデューサー)
  - ロジェ・レジャン (フランス/ジャーナリスト)

## 上映作品

### コンペティション部門
| 題名 原題                                                         | 監督                                      | 製作国                  |
| ----------------------------------------------------------------- | ----------------------------------------- | ----------------------- |
| Afacerea Protar (The Protar Affair)                               | Haralambie Boros                          | ルーマニア              |
| 影 Cien                                                           | イェジー・カヴァレロヴィチ                | ポーランド              |
| Dalibor                                                           | ヴァツラフ・クルシュカ                    | チェコスロバキア        |
| El Último Perro                                                   | ルーカス・デマレ                          | アルゼンチン            |
| Gil Innamorati (Wild Love)                                        | マウロ・ボロニーニ                        | イタリア フランス       |
| Hanka – Slavko Vorkapich                                          | Slavko Vorkapić                           | ユーゴスラビア          |
| 明日泣く I'll Cry Tomorrow                                        | ダニエル・マン                            | アメリカ合衆国          |
| 生きものの記録                                                    | 黒澤明                                    | 日本                    |
| 鉄道員 Il ferroviere                                              | ピエトロ・ジェルミ                        | イタリア                |
| 屋根 Il tetto                                                     | ヴィットリオ・デ・シーカ                  | イタリア                |
| 回転木馬 Körhinta (Merry-Go-Round)                                | ファーブリ・ゾルターン                    | ハンガリー              |
| La Escondida (The Hidden One)                                     | ロベルト・ガバルドン                      | メキシコ                |
| 沈黙の世界 Le monde du silence                                    | ルイ・マル ジャック＝イヴ・クストー       | フランス                |
| ミステリアス・ピカソ 天才の秘密 Le mystère Picasso                | アンリ＝ジョルジュ・クルーゾー            | フランス                |
| 幻の馬                                                            | 島耕二                                    | 日本                    |
| マリー・アントワネット Marie-Antoinette reine de France           | ジャン・ドラノワ                          | フランス イタリア       |
| Мать (Mat) (Mother)                                               | マルク・ドンスコイ                        | ソビエト連邦            |
| Meeuwen Sterven in de Hhaven (Seagulls Die in the Harbour)        | Rik Kuypers Roland Verhavert Ivo Michiels | ベルギー                |
| Mozart                                                            | カール・ハートル                          | オーストリア            |
| オセロ                                                            | セルゲイ・ユトケーヴィッチ                | ソビエト連邦            |
| 大地のうた Pather Panchali                                        | サタジット・レイ                          | インド                  |
| Pedagogicheskaya Poema                                            | Mechislava Mayevskaya Aleksei Maslyukov   | ソビエト連邦            |
| 青銅の基督                                                        | 渋谷実                                    | 日本                    |
| Seven Years in Tibet                                              | Hans Nieter                               | イギリス                |
| Shabab Emraa (The Leech)                                          | サラーハ・アブセーフ                      | エジプト                |
| Shevgyachya Shenga (Drumsticks)                                   | Shantaram Athavale                        | インド                  |
| Sob o Céu da Bahia                                                | Ernesto Remani                            | ブラジル                |
| 夏の夜は三たび微笑む Sommarnattens leende                         | イングマール・ベルイマン                  | スウェーデン            |
| Talpa                                                             | アルフレッド・B・クレヴェンナ             | メキシコ                |
| 鮮血の午後 Tarde de toros                                         | ラディスラオ・ヴァホダ                    | スペイン                |
| 殴られる男 The Harder They Fall                                   | マーク・ロブソン                          | アメリカ合衆国          |
| 灰色の服を着た男 The Man in the Gray Flannel Suit                 | ナナリー・ジョンソン                      | アメリカ合衆国          |
| 知りすぎていた男 The Man Who Knew Too Much                        | アルフレッド・ヒッチコック                | アメリカ合衆国          |
| 架空の人物 The Man Who Never Was                                  | ロナルド・ニーム                          | イギリス                |
| Το κορίτσι με τα μαύρα (To Koritsi me ta mavra) (A Girl in Black) | マイケル・カコヤニス                      | ギリシャ                |
| Tochka parva (Item One)                                           | Boyan Danovski                            | ブルガリア              |
| Toubib el Affia                                                   | アンリ・ジャック                          | モロッコ                |
| Walk Into Paradise                                                | リー・ロビンソン                          | オーストラリア フランス |
| Yield to the Night                                                | J・リー・トンプソン                       | イギリス                |